# 伊便尼派
伊便尼派（英語：Ebionism，Ebionaioi，意為貧窮、窮人），又譯貧窮派，是早期的基督教派，為猶太基督教的分支，被現今的主流基督教會認為是異端。

## 概論
在希伯來文中，伊便尼（ʾEḇyōnīm）是貧窮人的意思。對於早期基督教會教父來說，伊便尼派屬於異端。按照教父特土良的解釋，他們被稱為伊便尼派的原因是：因為他們對基督的認識實在是太貧乏了。從早期基督教文獻，他們自願保持貧窮，可能是他們名稱的由來。
伊便尼派本身的經典與傳承沒有被保留下來，現在對他們的認識，主要由早期教父對他們的神學論戰得知。他們是猶太基督教的一支，可能承繼了最早耶路撒冷教會的觀點，從早期記載，可知他們被認為是一個獨立教派，與拿撒勒派不同。

## 歷史
隨著耶路撒冷毀於羅馬，耶路撒冷教會衰微，保羅一系的基督教會壯大，伊便尼派逐漸邊緣化，直至7世紀。然而，穆斯林史家，如十世紀的Al-Qadi Abd al-Jabbar仍有相關紀錄。伊便尼派的基督論可能影響早期穆斯林。

## 教義

### 律法
伊便尼派恪守摩西律法，但僅成文律法，不包含口傳律法。視耶路撒冷為聖地。並僅視改守猶太傳統的外邦人為教徒。
反對祭牲，茹素。
僅於逾越節行聖餐禮。

### 聖經
伊便尼派只承認一本以希伯來文寫作的聖經，被稱為《希伯來福音書》或《伊便尼福音》。
此外，遵奉公義者雅各，更勝彼得，否認保羅的使徒地位。

### 施洗約翰
據聖厄丕法尼引述的《伊便尼福音》，施洗約翰和耶穌被刻畫成素食者。70年耶路撒冷被毀後，伊便尼派放棄祭牲，茹素規定趨嚴，或許是回應潔食規定難以在異教環境下恪守。James Tabor則認為伊便尼派或許是力復大洪水前的飲食傳統。

### 基督論
伊便尼派所相信的耶穌，並不是神，而是上帝特別揀選的僕人，是約瑟與馬利亞之子，一個凡人。因耶穌的順服、聖潔，上帝選耶穌為義子，作為拯救人類的先知。雖然接納耶穌為救主，但卻不相信祂是道成肉身的神。
因此，耶穌名義上是上帝收養的兒子，實際上耶穌只是一個脫俗的凡人，一個先知，而不是神。這個學說被稱為養嗣主義，又稱嗣子說。被正統基督教會指責為異端。不過養嗣主義影響了伊斯蘭教對耶穌的看法。